# Love, Rosie
Love, Rosie (Brasil: Simplesmente Acontece / Portugal: Deixa o Amor Entrar) é um filme britânico-germano de 2014. Foi dirigido por Christian Ditter, tendo o roteiro escrito por Juliette Towhidi, com base no romance de 2004, Where Rainbows End, da escritora irlandesa Cecelia Ahern. Compõe o elenco do filme, entre outros, os atores Lily Collins, Sam Claflin, Christian Cooke, Tamsin Egerton, Suki Waterhouse, Jamie Beamish e Jaime Winstone.

## Enredo
Alex e Rosie têm sido os melhores amigos por quase tanto tempo quanto eles podem se lembrar. No dia seguinte ao seu aniversário de 18 anos, Rosie está tão chateada por ter ficado bêbada, que diz à Alex que ela deseja que a noite passada nunca tivesse acontecido. Greg, o "cara mais sarado do seu ano", convida Rosie para o baile de formatura da escola. Ela originalmente pretendia ir com Alex, mas aceita a proposta de Greg, quando descobre que Alex está saindo com uma garota chamada Bethany. Durante a festa, Rosie sai para fazer amor com Greg, mas o preservativo escorrega e se prende dentro dela. Logo ela é aceita para um curso de gestão hoteleira na Universidade de Boston. Feliz, Rosie corre para contar a Alex, mas o encontra preso no quarto com Bethany, o que faz com que ela vomite. O vómito e os enjoos a leva a se descobrir grávida. Ela se recusa a dizer para Alex, temendo que ele desista da sua chance de estudar em Harvard, para ajudá-la a cuidar dela e do bebê. Depois que Alex parte para os Estados Unidos, ela pensa em doar sua filha para adoção, mas dá à luz a uma menina, que batiza de Katie. Alex descobre sobre a gravidez e a filha de Rosie, através de Bethany e volta para vistá-la, tornando-se o padrinho de Katie.
Cinco anos depois, Rosie vai visita Alex em Boston e eles passam uma noite juntos, conversando e visitando vários lugares. Na manhã seguinte, ela descobre que a namorada de Alex está grávida. Ela percebe que a vida de Alex não é tão feliz como ela pensava e eles acabam discutindo. Alex a rejeita dizendo que pelo menos, seu filho vai ter pai e mãe juntos. Enfurecida, Rosie deixa Boston imediatamente. Ela então se reconcilia com Greg, que inicialmente havia fugido para Ibiza, ao saber de sua gravidez, e eles acabam se casando. Mais tarde, ela descobre que Alex e sua namorada se separaram depois de descobrir que o bebê que ela esperava, não era dele. Alex vai ao funeral do pai de Rosie e reconcilia com ela. Logo depois, Rosie esbarra em Bethany, agora uma modelo famosa e lhe sugere que procure Alex, quando estiver em viagem pela América. Depois perceber o comportamento grosseiro de Greg, no funeral, Alex escreve uma carta para Rosie, dizendo que ela merece alguém melhor e que ele pode ser esse homem melhor. No entanto, Greg intercepta a carta e a esconde de Rosie. Mais tarde, Rosie descobre que Greg a está traindo e o expulsa de sua vida. Enquanto descarta os pertences de seu ex-marido, ela encontra a carta de Alex. Ela, esperançosa, liga para ele, mas descobre que Bethany agora está vivendo com ele e os dois estão noivos. Eles convidam Rosie para ser " a madrinha" do seu casamento.
De volta ao tempo atual, Rosie faz um belo discurso no casamento, de Alex, revelando que o ama, mas apenas como amigo. Durante a festa, sua filha, Katie, leva consigo um amigo chamado Toby. Os dois, refletem claramente, a amizade de Rosie e Alex, quando eles eram crianças. Durante uma dança, Toby de repente beija Katie, e ela o empurra para trás e sai correndo do salão. Rosie e Alex a segue. Alex a aconselha, dizendo para seguir os seus sentimentos com relação Toby, caso contrário, ela pode se arrepender muito no futuro. Depois de algum tempo, Toby reencontra Katie e lhe pede desculpas pelo que fez, e lhe pede para esquecer tudo o que aconteceu. Katie então o beija, antes que ele pudesse se desculpar. Alex então percebe que Rosie não se lembra do beijo que eles deram na noite de seu aniversário de 18 anos, e que ele interpretou mal o seu desejo de esquecer aquela noite, bem como o fato dela não querer que fossem mais que amigos. Rosie logo sai da festa e dá adeus a Alex no aeroporto. Ela finalmente torna o seu sonho realidade e começa a montar seu próprio hotel. O seu primeiro hóspede foi o cara com quem ela dividiu o elevador, quando percebeu que preservativo de Greg se prendeu dentro dela. Finalmente, um dia, Alex chega ao hotel e lhe diz que ele terminou seu casamento com Bethany. Ele lhe conta sobre um sonho recorrente que ele tem sobre o dois estarem juntos e eles se beijam.

## Elenco
- Lily Collins como Rosie Dunne. Dublada em Brasil por Erika Menezes.
- Sam Claflin como Alex Stewart. Dublado em Brasil por Raphael Rossatto.
- Christian Cooke como Greg. Dublado em Brasil por Rodrigo Antas.
- Tamsin Egerton como Sally. Dublada em Brasil por Jullie.
- Suki Waterhouse como Bethany Williams. Dublada em Brasil por Flavia Fontenelle.
- Jamie Beamish como Phil. Dublado em Brasil por Guto Nejaim.
- Jaime Winstone como Ruby. Dublada em Brasil por Flávia Saddy.
- Lily Laight como Katie Dunne
- Nick Lee como Herb
- Nick Hardin como Joe American

## Recepção
O filme recebeu críticas geralmente negativas por parte do site agregador Rotten Tomatoes, tendo uma pontuação de 26% pela crítica especializada e uma pontuação de 62% pela audiência, o que já é considerado uma boa pontuação levando em consideração o público que avaliou o filme. No site Metacritic, o filme recebeu uma pontuação de 44 por parte da crítica especializada, e 6.6 por parte da audiência, e no IMDb recebeu uma classificação de 7,2 por parte da audiência.